# Psorotichia columnaris
Psorotichia columnaris är en lavart som beskrevs av Henssen & Büdel. Psorotichia columnaris ingår i släktet Psorotichia och familjen Lichinaceae.   Inga underarter finns listade i Catalogue of Life.